# Europaspiele 2019/Teilnehmer (Deutschland)
| Gelbes Symbol für Goldmedaillen mit stilisierten Olympischen Ringen | Graues Symbol für Silbermedaillen mit stilisierten Olympischen Ringen | Braundes Symbol für Bronzemedaillen mit stilisierten Olympischen Ringen |
| ------------------------------------------------------------------- | --------------------------------------------------------------------- | ----------------------------------------------------------------------- |
| 7                                                                   | 6                                                                     | 13                                                                      |

Deutschland nahm mit 151 Athletinnen und Athleten an den Europaspielen 2019 vom 21. bis 30. Juni 2019 in Minsk teil. Die 151 Athletinnen und Athleten treten in 13 Sportarten an. Deutsche Fahnenträgerin bei der Eröffnungsfeier war die Bogenschützin Lisa Unruh. Bei der Abschlussfeier trug die Tischtennisspielerin Petrissa Solja die Fahne.

## Medaillen

### Medaillenspiegel
| Rang   | Sportart       | Gold | Silber | Bronze | Gesamt |
| ------ | -------------- | ---- | ------ | ------ | ------ |
| 1      | Tischtennis    | 4    | 1      | —      | 5      |
| 2      | Schießen       | 2    | 1      | 1      | 4      |
| 3      | Kanu           | 1    | 3      | 2      | 6      |
| 4      | Ringen         | —    | 1      | 2      | 3      |
| 5      | Boxen          | —    | —      | 3      | 3      |
| 6      | Karate         | —    | —      | 2      | 2      |
| 7      | Bogenschießen  | —    | —      | 1      | 1      |
| 7      | Leichtathletik | —    | —      | 1      | 1      |
| 7      | Judo           | —    | —      | 1      | 1      |
| Gesamt | Gesamt         | 7    | 6      | 13     | 26     |

### Medaillengewinner
| Name/n | Sportart       | Wettkampf                     |
| --- | -------------- | ----------------------------- |
| Gold |                |                               |
| Patrick Franziska Petrissa Solja | Tischtennis    | Mixed Doppel                  |
| Timo Boll | Tischtennis    | Einzel                        |
| Han Ying Petrissa Solja (Viertelfinale) Nina Mittelham Shan Xiaona (Halbfinale und Finale) | Tischtennis    | Mannschaft                    |
| Timo Boll Dimitrij Ovtcharov Patrick Franziska | Tischtennis    | Mannschaft                    |
| Max Hoff Jacob Schopf | Kanu           | K2 1000 m                     |
| Oliver Geis | Schießen       | 25 m Schnellfeuerpistole      |
| Doreen Vennekamp Oliver Geis | Schießen       | 25 m Standardpistole          |
| Silber |                |                               |
| Monika Karsch Christian Reitz | Schießen       | 25 m Standardpistole          |
| Han Ying | Tischtennis    | Einzel                        |
| Franziska John Tina Dietze | Kanu           | K2 200 m                      |
| Max Lemke Tom Liebscher Ronald Rauhe Max Rendschmidt | Kanu           | K4 500 m                      |
| Lisa Jahn | Kanu           | C1 200 m                      |
| Francy Rädelt | Ringen         | Freier Stil bis 76 kg         |
| Bronze |                |                               |
| Sandra Reitz Christian Reitz | Schießen       | Mixed Team 10 m Luftpistole   |
| Pauline Starke | Judo           | Leichtgewicht (bis 57 kg)     |
| Michelle Kroppen Cederic Rieger | Bogenschießen  | Mixed Recurvebogen            |
| Sebastian Brendel | Kanu           | C1 1000 m                     |
| Ahmed Dudarov | Ringen         | Freistil, Klasse bis 86 kg    |
| Max Hoff | Kanu           | K1 5000 m                     |
| Nina Hemmer | Ringen         | Freistil, Klasse bis 53 kg    |
| Nadine Apetz | Boxen          | Weltergewicht bis 69 kg       |
| Raman Sharafa | Boxen          | Bantamgewicht bis 56 kg       |
| Nelvie Tiafack | Boxen          | Superschwergewicht über 91 kg |
| Jana Bitsch | Karate         | Kumite bis 55 kg              |
| Jonathan Horne | Karate         | Kumite über 84 kg             |
| Melanie Bauschke Maximilian Bayer Viktoria Dönicke Annika-Marie Fuchs Julia Gerter Maximilian Grupen Franziska Hofmann Christoph Kessler Marc Koch Majtie Kolberg Pernilla Kramer Arne Leppelsack Sina Mayer Karolina Pahlitzsch Michael Pohl Tobias Potye Sarah Schmidt Corinna Schwab Oskar Schwarzer Johannes Trefz Falk Wendrich | Leichtathletik | Mannschaftswertung            |

Die erste Medaille für das deutsche Team wurde von den Schützen Sandra Reitz und Christian Reitz errungen. Sie gewannen die Bronzemedaille in der Disziplin Mixed Team 10 m Luftpistole.

## Teilnehmer nach Sportarten

### Badminton
| Athleten                          | Wettbewerb | Gruppenphase             | Gruppenphase | Gruppenphase  | Gruppenphase  | Achtelfinale  | Achtelfinale  | Viertelfinale        | Viertelfinale | Halbfinale    | Halbfinale    | Finale        | Finale        | Rang          |
| Athleten                          | Wettbewerb | Gegner                   | Ergebnis     | Punkte        | Rang          | Gegner        | Ergebnis      | Gegner               | Ergebnis      | Gegner        | Ergebnis      | Gegner        | Ergebnis      | Rang          |
| --------------------------------- | ---------- | ------------------------ | ------------ | ------------- | ------------- | ------------- | ------------- | -------------------- | ------------- | ------------- | ------------- | ------------- | ------------- | ------------- |
| Frauen                            |            |                          |              |               |               |               |               |                      |               |               |               |               |               |               |
| Yvonne Li                         | Einzel     | Airi Mikkelä             | 2:0          | 3:0           | 1             | Kristin Kuuba | 2:1           | Jewgenija Kossezkaja | 0:2           | ausgeschieden | ausgeschieden | ausgeschieden | ausgeschieden | 5             |
| Yvonne Li                         | Einzel     | Rachel Darragh           | 2:0          | 3:0           | 1             | Kristin Kuuba | 2:1           | Jewgenija Kossezkaja | 0:2           | ausgeschieden | ausgeschieden | ausgeschieden | ausgeschieden | 5             |
| Yvonne Li                         | Einzel     | Ágnes Kőrösi             | 2:0          | 3:0           | 1             | Kristin Kuuba | 2:1           | Jewgenija Kossezkaja | 0:2           | ausgeschieden | ausgeschieden | ausgeschieden | ausgeschieden | 5             |
| Lara Käpplein Johanna Goliszewski | Doppel     | Seinen / Piek            | 0:2          | 1:2           | 3             | ausgeschieden | ausgeschieden | ausgeschieden        | ausgeschieden | ausgeschieden | ausgeschieden | ausgeschieden | ausgeschieden | 9             |
| Lara Käpplein Johanna Goliszewski | Doppel     | Erçetin / İnci           | 0:2          | 1:2           | 3             | ausgeschieden | ausgeschieden | ausgeschieden        | ausgeschieden | ausgeschieden | ausgeschieden | ausgeschieden | ausgeschieden | 9             |
| Lara Käpplein Johanna Goliszewski | Doppel     | Fuchsová / Bášová        | 2:0          | 1:2           | 3             | ausgeschieden | ausgeschieden | ausgeschieden        | ausgeschieden | ausgeschieden | ausgeschieden | ausgeschieden | ausgeschieden | 9             |
| Männer                            |            |                          |              |               |               |               |               |                      |               |               |               |               |               |               |
| Alexander Roovers                 | Einzel     | Gergely Krausz           | 0:2          | zurückgezogen | zurückgezogen | ausgeschieden | ausgeschieden | ausgeschieden        | ausgeschieden | ausgeschieden | ausgeschieden | ausgeschieden | ausgeschieden | ausgeschieden |
| Alexander Roovers                 | Einzel     | Emre Lale                | 0:2          | zurückgezogen | zurückgezogen | ausgeschieden | ausgeschieden | ausgeschieden        | ausgeschieden | ausgeschieden | ausgeschieden | ausgeschieden | ausgeschieden | ausgeschieden |
| Alexander Roovers                 | Einzel     | Viktor Axelsen           | DNS          | zurückgezogen | zurückgezogen | ausgeschieden | ausgeschieden | ausgeschieden        | ausgeschieden | ausgeschieden | ausgeschieden | ausgeschieden | ausgeschieden | ausgeschieden |
| Mark Lamsfuß Marvin Seidel        | Doppel     | Stipsits / Birker        | 2:0          | 3:0           | 1             | −             | −             | Maas / Tabeling      | 0:2           | ausgeschieden | ausgeschieden | ausgeschieden | ausgeschieden | 5             |
| Mark Lamsfuß Marvin Seidel        | Doppel     | Beketow / Makhnovskiy    | 2:0          | 3:0           | 1             | −             | −             | Maas / Tabeling      | 0:2           | ausgeschieden | ausgeschieden | ausgeschieden | ausgeschieden | 5             |
| Mark Lamsfuß Marvin Seidel        | Doppel     | Vlaar / Janakiew         | 2:0          | 3:0           | 1             | −             | −             | Maas / Tabeling      | 0:2           | ausgeschieden | ausgeschieden | ausgeschieden | ausgeschieden | 5             |
| Mixed                             |            |                          |              |               |               |               |               |                      |               |               |               |               |               |               |
| Isabel Herttrich Mark Lamsfuß     | Doppel     | Świerczyńska / Smilowski | 2:0          | 1:1           | 2             | −             | −             | Ellis / Smith        | 0:2           | ausgeschieden | ausgeschieden | ausgeschieden | ausgeschieden | 5             |
| Isabel Herttrich Mark Lamsfuß     | Doppel     | Tabeling / Piek          | 0:2          | 1:1           | 2             | −             | −             | Ellis / Smith        | 0:2           | ausgeschieden | ausgeschieden | ausgeschieden | ausgeschieden | 5             |
| Isabel Herttrich Mark Lamsfuß     | Doppel     | Zilberman / Zilberman    | WO           | 1:1           | 2             | −             | −             | Ellis / Smith        | 0:2           | ausgeschieden | ausgeschieden | ausgeschieden | ausgeschieden | 5             |

### Basketball (3×3)
| Athleten                                                      | Gruppenphase                               | Viertelfinale | Viertelfinale | Halbfinale | Halbfinale | Finale/Spiel um Bronze | Finale/Spiel um Bronze | Rang |
| Athleten                                                      | Gruppenphase                               | Gegner        | Ergebnis      | Gegner     | Ergebnis   | Gegner                 | Ergebnis               | Rang |
| ------------------------------------------------------------- | ------------------------------------------ | ------------- | ------------- | ---------- | ---------- | ---------------------- | ---------------------- | ---- |
| Frauen                                                        |                                            |               |               |            |            |                        |                        |      |
| Svenja Brunckhorst Ama Degbeon Sonja Greinacher Satou Sabally | Rumänien 21:8 Ungarn 19:9 Tschechien 21:14 | Spanien       | 20:11         | Frankreich | 10:11      | Bronze: Belarus        | 16:21                  | 4    |

### Bogenschießen

#### Compound
| Athleten                       | Wettbewerb | Platzierungsrunde | Platzierungsrunde | Achtelfinale    | Achtelfinale   | Viertelfinale | Viertelfinale | Halbfinale    | Halbfinale    | Finale        | Finale        | Rang |
| Athleten                       | Wettbewerb | Ringe             | Rang              | Gegner          | Ergebnis       | Gegner        | Ergebnis      | Gegner        | Ergebnis      | Gegner        | Ergebnis      | Rang |
| ------------------------------ | ---------- | ----------------- | ----------------- | --------------- | -------------- | ------------- | ------------- | ------------- | ------------- | ------------- | ------------- | ---- |
| Frauen                         |            |                   |                   |                 |                |               |               |               |               |               |               |      |
| Janine Meißner                 | Einzel     | 680               | 13                | Andrea Marcos   | 143 : 143 (SO) | Yesim Bostan  | 139 : 145     | ausgeschieden | ausgeschieden | ausgeschieden | ausgeschieden | 5    |
| Männer                         |            |                   |                   |                 |                |               |               |               |               |               |               |      |
| Marcel Trachsel                | Einzel     | 681               | 15                | Mike Schloesser | 148 : 149      | ausgeschieden | ausgeschieden | ausgeschieden | ausgeschieden | ausgeschieden | ausgeschieden | 9    |
| Mixed                          |            |                   |                   |                 |                |               |               |               |               |               |               |      |
| Janine Meißner Marcel Trachsel | Mixed      | 1313              | 9                 | Belarus         | 155 : 146      | Russland      | 143 : 154     | ausgeschieden | ausgeschieden | ausgeschieden | ausgeschieden | 5    |

#### Recurve
| Athleten                                  | Wettbewerb | Platzierungsrunde | Platzierungsrunde | 1. Runde (64er) | 1. Runde (64er) | 2. Runde (32er)  | 2. Runde (32er) | Achtelfinale  | Achtelfinale  | Viertelfinale | Viertelfinale | Halbfinale     | Halbfinale    | Finale          | Finale        | Rang   |
| Athleten                                  | Wettbewerb | Ringe             | Rang              | Gegner          | Ergebnis        | Gegner           | Ergebnis        | Gegner        | Ergebnis      | Gegner        | Ergebnis      | Gegner         | Ergebnis      | Gegner          | Ergebnis      | Rang   |
| ----------------------------------------- | ---------- | ----------------- | ----------------- | --------------- | --------------- | ---------------- | --------------- | ------------- | ------------- | ------------- | ------------- | -------------- | ------------- | --------------- | ------------- | ------ |
| Frauen                                    |            |                   |                   |                 |                 |                  |                 |               |               |               |               |                |               |                 |               |        |
| Michelle Kroppen                          | Einzel     | 645               | 11                | −               | −               | Elena Richter    | 6 : 2           | Lucilla Boari | 2 : 6         | ausgeschieden | ausgeschieden | ausgeschieden  | ausgeschieden | ausgeschieden   | ausgeschieden | 9      |
| Elena Richter                             | Einzel     | 627               | 22                | Ozay Gasimova   | 6 : 0           | Michelle Kroppen | 2 : 6           | ausgeschieden | ausgeschieden | ausgeschieden | ausgeschieden | ausgeschieden  | ausgeschieden | ausgeschieden   | ausgeschieden | 17     |
| Lisa Unruh                                | Einzel     | 610               | 33                | Beatrice Miklos | 6 : 2           | Gabriela Bayardo | 1 : 7           | ausgeschieden | ausgeschieden | ausgeschieden | ausgeschieden | ausgeschieden  | ausgeschieden | ausgeschieden   | ausgeschieden | 17     |
| Elena Richter Michelle Kroppen Lisa Unruh | Mannschaft | 1882              | 6                 | −               | −               | −                | −               | −             | −             | Italien       | 6 : 0         | Belarus        | 0 : 6         | Dänemark        | 4 : 5         | 4      |
| Männer                                    |            |                   |                   |                 |                 |                  |                 |               |               |               |               |                |               |                 |               |        |
| Cederic Rieger                            | Einzel     | 646               | 28                | Vitalii Popov   | 6 : 2           | Thomas Chirault  | 4 : 6           | ausgeschieden | ausgeschieden | ausgeschieden | ausgeschieden | ausgeschieden  | ausgeschieden | ausgeschieden   | ausgeschieden | 17     |
| Mixed                                     |            |                   |                   |                 |                 |                  |                 |               |               |               |               |                |               |                 |               |        |
| Michelle Kroppen Cederic Rieger           | Mannschaft | 1291              | 11                | −               | −               | Zypern           | 6 : 0           | Spanien       | 6 : 2         | Türkei        | 6 : 0         | Großbritannien | 4(17) : 5(17) | Bronze: Belarus | 6 : 2         | Bronze |

### Boxen
| Athleten               | Wettbewerb                     | 1. Runde (32er)      | 1. Runde (32er) | Achtelfinale        | Achtelfinale  | Viertelfinale       | Viertelfinale | Halbfinale      | Halbfinale    | Finale        | Finale        | Rang   |
| Athleten               | Wettbewerb                     | Gegner               | Ergebnis        | Gegner              | Ergebnis      | Gegner              | Ergebnis      | Gegner          | Ergebnis      | Gegner        | Ergebnis      | Rang   |
| ---------------------- | ------------------------------ | -------------------- | --------------- | ------------------- | ------------- | ------------------- | ------------- | --------------- | ------------- | ------------- | ------------- | ------ |
| Frauen                 |                                |                      |                 |                     |               |                     |               |                 |               |               |               |        |
| Ornella Wahner         | Federgewicht bis 57 kg         | −                    | −               | Freilos             | Freilos       | Michaela Walsh      | 1:4           | ausgeschieden   | ausgeschieden | ausgeschieden | ausgeschieden | 5      |
| Nadine Apetz           | Weltergewicht bis 69 kg        | −                    | −               | Freilos             | Freilos       | Vivien Budai        | 5:0           | Assunta Canfora | 2:3           | −             | −             | Bronze |
| Sarah Scheurich        | Mittelgewicht bis 75 kg        | −                    | −               | Freilos             | Freilos       | Elżbieta Wójcik     | 1:4           | ausgeschieden   | ausgeschieden | ausgeschieden | ausgeschieden | 5      |
| Männer                 |                                |                      |                 |                     |               |                     |               |                 |               |               |               |        |
| Salah Ibrahim Omar     | Leichtfliegengewicht bis 49 kg | −                    | −               | Alakhverdovi Sakhil | 2 : 3         | ausgeschieden       | ausgeschieden | ausgeschieden   | ausgeschieden | ausgeschieden | ausgeschieden | 9      |
| Hamza Touba            | Fliegengewicht bis 51 kg       | Batuhan Çiftçi       | 3 : 2           | Daniel Assenow      | 0 : 5         | ausgeschieden       | ausgeschieden | ausgeschieden   | ausgeschieden | ausgeschieden | ausgeschieden | 9      |
| Raman Sharafa          | Bantamgewicht bis 56 kg        | Victor Vacula        | RSC R1          | José Quiles         | 4 : 1         | Artyush Gomtsyan    | 4 : 1         | Mykola Buzenko  | 2 : 3         | −             | −             | Bronze |
| Hamsat Shadalov        | Leichtgewicht bis 60 kg        | Szachbazian Artur    | 5 : 0           | Hakan Doğan         | 5 : 0         | Gabil Mamedow       | 0 : 5         | ausgeschieden   | ausgeschieden | ausgeschieden | ausgeschieden | 5      |
| Wladislaw Baryshnik    | Halbweltergewicht bis 64 kg    | Aleksandar Konovalov | 1 : 4           | ausgeschieden       | ausgeschieden | ausgeschieden       | ausgeschieden | ausgeschieden   | ausgeschieden | ausgeschieden | ausgeschieden | 17     |
| Magomed Schachidov     | Weltergewicht bis 69 kg        | Freilos              | Freilos         | Adem Fetahovic      | 2 : 3         | ausgeschieden       | ausgeschieden | ausgeschieden   | ausgeschieden | ausgeschieden | ausgeschieden | 9      |
| Arthur Beck            | Mittelgewicht bis 75 kg        | Freilos              | Freilos         | Andrej Csemez       | 2 : 3         | ausgeschieden       | ausgeschieden | ausgeschieden   | ausgeschieden | ausgeschieden | ausgeschieden | 9      |
| Abdulrahman Abu Lubdeh | Halbschwergewicht bis 81 kg    | Liridon Nuha         | 3 : 2           | Artjom Kasparian    | 3 : 2         | Benjamin Whittaker  | 1 : 4         | ausgeschieden   | ausgeschieden | ausgeschieden | ausgeschieden | 5      |
| Eugen Waigel           | Schwergewicht bis 91 kg        | Slobodan Jovanović   | WO              | Aziz Mouhiidine     | 0 : 5         | ausgeschieden       | ausgeschieden | ausgeschieden   | ausgeschieden | ausgeschieden | ausgeschieden | 9      |
| Nelvie Tiafack         | Superschwergewicht über 91 kg  | Adam Kulik           | 5 : 0           | Frazer Clarke       | 3 : 2         | Gurgen Hovhannisyan | 3 : 2         | Mourad Aliev    | 1 : 4         | −             | −             | Bronze |

### Judo
| Athleten                                                                                     | Wettbewerb                     | 1. Runde (64er) | 1. Runde (64er) | 2. Runde (32er)      | 2. Runde (32er) | Achtelfinale       | Achtelfinale  | Viertelfinale     | Viertelfinale | Halbfinale                         | Halbfinale    | Finale                       | Finale        | Rang   |
| Athleten                                                                                     | Wettbewerb                     | Gegner          | Ergebnis        | Gegner               | Ergebnis        | Gegner             | Ergebnis      | Gegner            | Ergebnis      | Gegner                             | Ergebnis      | Gegner                       | Ergebnis      | Rang   |
| -------------------------------------------------------------------------------------------- | ------------------------------ | --------------- | --------------- | -------------------- | --------------- | ------------------ | ------------- | ----------------- | ------------- | ---------------------------------- | ------------- | ---------------------------- | ------------- | ------ |
| Frauen                                                                                       |                                |                 |                 |                      |                 |                    |               |                   |               |                                    |               |                              |               |        |
| Katharina Menz                                                                               | Extraleichtgewicht (bis 48 kg) | −               | −               | Maria Siderot        | 0:1             | ausgeschieden      | ausgeschieden | ausgeschieden     | ausgeschieden | ausgeschieden                      | ausgeschieden | ausgeschieden                | ausgeschieden | 17     |
| Sappho Çoban                                                                                 | Leichtgewicht (bis 57 kg)      | −               | −               | Iwelina Iliewa       | 1 : 0s2         | Hedvig Karakas     | 1s1 : 0       | Jaione Equisoain  | 1s1 : 0       | Darja Meschezkaja                  | 0s1 : 10      | Bronze: Pauline Starke       | 0 : 10        | 5      |
| Pauline Starke                                                                               | Leichtgewicht (bis 57 kg)      | −               | −               | Anastasia Konkina    | 0 : 11          | Mina Libeer        | 10 : 0        | Nora Gjakova      | 0:10          | Hoffnungsrunde: Anna Borkowska     | 10s1 : 1      | Bronze: Sappho Çoban         | 10 : 0        | Bronze |
| Martyna Trajdos                                                                              | Halbmittelgewicht (bis 63 kg)  | −               | −               | Freilos              | Freilos         | Stefania Dobre     | 10 : 0        | Alice Schlesinger | 1s1 : 10s2    | Hoffnungsrunde: Agata Ozdoba-Błach | 10s2 : 0h     | Bronze: Sanne Vermeer        | 0 : 1         | 5      |
| Miriam Butkereit                                                                             | Mittelgewicht (bis 70 kg)      | −               | −               | Elisavet Teltsidou   | 0 : 11          | ausgeschieden      | ausgeschieden | ausgeschieden     | ausgeschieden | ausgeschieden                      | ausgeschieden | ausgeschieden                | ausgeschieden | 17     |
| Laura Vargas Koch                                                                            | Mittelgewicht (bis 70 kg)      | −               | −               | Kim Polling          | 0s1 : 11        | ausgeschieden      | ausgeschieden | ausgeschieden     | ausgeschieden | ausgeschieden                      | ausgeschieden | ausgeschieden                | ausgeschieden | 17     |
| Jasmin Külbs                                                                                 | Schwergewicht (über 78 kg)     | −               | −               | Sebile Akbulut       | 10 : 0          | Iryna Kindzerska   | 0s1 : 10      | ausgeschieden     | ausgeschieden | ausgeschieden                      | ausgeschieden | ausgeschieden                | ausgeschieden | 9      |
| Luise Malzahn                                                                                | Halbschwergewicht (bis 78 kg)  | −               | −               | −                    | −               | Beata Pacut        | 10 : 0        | Madeleine Malonga | 10s1 : 0h     | Klara Apotekar                     | 0s2 : 1s1     | Bronze: Loriana Kuka         | 1s1 : 10s1    | 5      |
| Anna-Maria Wagner                                                                            | Halbschwergewicht (bis 78 kg)  | −               | −               | −                    | −               | Karla Prodan       | 10 : 0        | Marhinde Verkerk  | 0 : 10s2      | Hoffnungsrunde: Loriana Kuka       | 0s2 : 1       | ausgeschieden                | ausgeschieden | 7      |
| Männer                                                                                       |                                |                 |                 |                      |                 |                    |               |                   |               |                                    |               |                              |               |        |
| Moritz Plafky                                                                                | Extraleichtgewicht (bis 60 kg) | −               | −               | Gonçalo Mansinho     | 10 : 0s1        | Albert Oguzow      | 1s2 : 0       | Luka Mkheidze     | 10s1 : 0s2    | Francisco Garrigós                 | 0s2 : 1s1     | Bronze: Amiran Papinaschwili | 0s2 : 1s1     | 5      |
| Sebastian Seidl                                                                              | Halbleichtgewicht (bis 66 kg)  | Freilos         | Freilos         | Manuel Lombardo      | 0s1 : 10s1      | ausgeschieden      | ausgeschieden | ausgeschieden     | ausgeschieden | ausgeschieden                      | ausgeschieden | ausgeschieden                | ausgeschieden | 17     |
| Anthony Zingg                                                                                | Leichtgewicht (bis 73 kg)      | Oscar Pertelson | 10 : 0s2        | Tommy Macias         | 0s2 : 10s2      | ausgeschieden      | ausgeschieden | ausgeschieden     | ausgeschieden | ausgeschieden                      | ausgeschieden | ausgeschieden                | ausgeschieden | 17     |
| Timo Cavelius                                                                                | Halbmittelgewicht (bis 81 kg)  | −               | −               | Frank de Wit         | 0 : 1s1         | ausgeschieden      | ausgeschieden | ausgeschieden     | ausgeschieden | ausgeschieden                      | ausgeschieden | ausgeschieden                | ausgeschieden | 17     |
| Alexander Wieczerzak                                                                         | Halbmittelgewicht (bis 81 kg)  | −               | −               | Filip Štancel        | 10 : 0          | Nebojša Gardašević | 10 : 0s1      | Matthias Casse    | 0s1 : 1s2     | Hoffnungsrunde: Stuart McWatt      | 11s1 : 1      | Bronze: Ungvári Attila       | 0s2 : 1s1     | 5      |
| Eduard Trippel                                                                               | Mittelgewicht (bis 90 kg)      | −               | −               | Milan Randl          | 0 : 1           | ausgeschieden      | ausgeschieden | ausgeschieden     | ausgeschieden | ausgeschieden                      | ausgeschieden | ausgeschieden                | ausgeschieden | 17     |
| Johannes Frey                                                                                | Schwergewicht (über 100 kg)    | −               | −               | Daniel Allerstorfer  | 0h : 10s1       | ausgeschieden      | ausgeschieden | ausgeschieden     | ausgeschieden | ausgeschieden                      | ausgeschieden | ausgeschieden                | ausgeschieden | 17     |
| Karl-Richard Frey                                                                            | Halbschwergewicht (bis 100 kg) | −               | −               | Joakim Dvärby        | 1s2 : 0s        | Danilo Pantić      | 0s1 : 10s2    | ausgeschieden     | ausgeschieden | ausgeschieden                      | ausgeschieden | ausgeschieden                | ausgeschieden | 9      |
| Sven Heinle                                                                                  | Schwergewicht (über 100 kg)    | −               | −               | Aliaksandr Vakhaviak | 10s2 : 0        | Stephan Hegyi      | 0s2 : 10      | ausgeschieden     | ausgeschieden | ausgeschieden                      | ausgeschieden | ausgeschieden                | ausgeschieden | 9      |
| Mixed                                                                                        |                                |                 |                 |                      |                 |                    |               |                   |               |                                    |               |                              |               |        |
| Alexander Wieczerzak Miriam Butkereit Anthony Zingg Johannes Frey Luise Malzahn Sappho Çoban | Mannschaft                     | −               | −               | −                    | −               | Österreich         | 2:4           | ausgeschieden     | ausgeschieden | ausgeschieden                      | ausgeschieden | ausgeschieden                | ausgeschieden | 9      |

Die ursprünglich nominierten Dominic Ressel und Theresa Stoll verletzten sich vor den Spielen, sie wurden durch Timo Cavelius bzw. Pauline Starke ersetzt.

### Kanu
| Athleten                                                        | Wettbewerb | Vorlauf      | Vorlauf | Vorlauf           | Halbfinale   | Halbfinale | Halbfinale        | Finale        | Finale        | Rang   |
| Athleten                                                        | Wettbewerb | Zeit         | Rang    | Qualifikation für | Zeit         | Rang       | Qualifikation für | Zeit          | Rang          | Rang   |
| --------------------------------------------------------------- | ---------- | ------------ | ------- | ----------------- | ------------ | ---------- | ----------------- | ------------- | ------------- | ------ |
| Frauen                                                          |            |              |         |                   |              |            |                   |               |               |        |
| Lisa Jahn                                                       | C1 200 m   | 47,121 s     | 2       | A-Finale          | −            | −          | −                 | 51,656 s      | 2             | Silber |
| Lisa Jahn Ophelia Preller                                       | C2 500 m   | 1:57,082 min | 2       | A-Finale          | −            | −          | −                 | 2:14,789 min  | 4             | 4      |
| Sabrina Hering-Pradler                                          | K1 200 m   | 44,008 s     | 6       | Halbfinale        | 42,652 s     | 5          | B-Finale          | 46,060 s      | 4             | 13     |
| Tina Dietze Franziska John                                      | K2 200 m   | 37,761 s     | 1       | A-Finale          | −            | −          | −                 | 44,961 s      | 2             | Silber |
| Steffi Kriegerstein Jasmin Fritz                                | K2 500 m   | 1:41,446 min | 3       | Halbfinale        | 1:38,942 min | 1          | A-Finale          | 1:43,951 min  | 4             | 4      |
| Tina Dietze Sabrina Hering-Pradler Franziska John Caroline Arft | K4 500 m   | 1:30,859 min | 4       | A-Finale          | −            | −          | −                 | 1:43,294 min  | 4             | 4      |
| Männer                                                          |            |              |         |                   |              |            |                   |               |               |        |
| Jan Vandrey                                                     | C1 200 m   | 45,894 s     | 8       | Halbfinale        | 40,607 s     | 6          | ausgeschieden     | ausgeschieden | ausgeschieden | 12     |
| Sebastian Brendel                                               | C1 1000 m  | 3:49,784 min | 3       | A-Finale          | −            | −          | −                 | 3:59,278 min  | 3             | Bronze |
| Peter Kretschmer Yul Oeltze                                     | C2 1000 m  | 3:34,718 min | 3       | A-Finale          | −            | −          | −                 | 3:43,427 min  | 4             | 4      |
| Timo Haseleu                                                    | K1 200 m   | 35,677 s     | 5       | Halbfinale        | 35,433 s     | 6          | B-Finale          | 38,246 s      | 2             | 11     |
| Tamás Gecső                                                     | K1 1000 m  | 3:40,605 min | 6       | Halbfinale        | 3:32,686 min | 8          | ausgeschieden     | ausgeschieden | ausgeschieden | 19     |
| Max Hoff Jacob Schopf                                           | K2 1000 m  | 3:09,028 min | 1       | A-Finale          | −            | −          | −                 | 3:18,175 min  | 1             | Gold   |
| Max Lemke Tom Liebscher Ronald Rauhe Max Rendschmidt            | K4 500 m   | 1:18,869 min | 1       | A-Finale          | −            | −          | −                 | 1:32,541 min  | 2             | Silber |

Jule Hake und Sarah Brüßler waren als Ersatz nominiert.

### Karate

#### Kumite
| Athleten       | Wettbewerb        | Vorrunde             | Vorrunde | Vorrunde         | Vorrunde | Vorrunde          | Vorrunde | Halbfinale          | Halbfinale    | Finale        | Finale        | Rang   |
| Athleten       | Wettbewerb        | Gegner               | Ergebnis | Gegner           | Ergebnis | Gegner            | Ergebnis | Gegner              | Ergebnis      | Gegner        | Ergebnis      | Rang   |
| -------------- | ----------------- | -------------------- | -------- | ---------------- | -------- | ----------------- | -------- | ------------------- | ------------- | ------------- | ------------- | ------ |
| Frauen         |                   |                      |          |                  |          |                   |          |                     |               |               |               |        |
| Shara Hubrich  | Kumite bis 50 kg  | Mariya Koulinkovitch | 0:3      | Aliyeva Nurana   | 2:1      | Serap Özçelik     | 1:0      | ausgeschieden       | ausgeschieden | ausgeschieden | ausgeschieden | 5      |
| Jana Bitsch    | Kumite bis 55 kg  | Jennifer Warling     | 0:0      | Irina Sharykhina | 5:2      | Dorota Banaszczyk | 0:0      | Anschelika Terljuha | 2:8           | ausgeschieden | ausgeschieden | Bronze |
| Männer         |                   |                      |          |                  |          |                   |          |                     |               |               |               |        |
| Noah Bitsch    | Kumite bis 75 kg  | Ivan Korabau         | 4:0      | Pavel Artamonov  | 0:0      | Stanislaw Horuna  | 0:1      | ausgeschieden       | ausgeschieden | ausgeschieden | ausgeschieden | 5      |
| Jonathan Horne | Kumite über 84 kg | Alparslan Yamanoğlu  | 4:0      | Asiman Gurbanli  | 0:0      | Tyron Lardy       | 0:0      | Anđelo Kvesić       | 0:1           | ausgeschieden | ausgeschieden | Bronze |

#### Kata
| Athleten       | Wettbewerb | Vorrunde | Vorrunde | Platzierungsrunde | Platzierungsrunde | Finale                 | Finale        | Rang |
| Athleten       | Wettbewerb | Punkte   | Rang     | Punkte            | Rang              | Gegner                 | Ergebnis      | Rang |
| -------------- | ---------- | -------- | -------- | ----------------- | ----------------- | ---------------------- | ------------- | ---- |
| Frauen         |            |          |          |                   |                   |                        |               |      |
| Jasmin Jüttner | Kata       | 23,43    | 4        | ausgeschieden     | ausgeschieden     | ausgeschieden          | ausgeschieden | 8    |
| Männer         |            |          |          |                   |                   |                        |               |      |
| Ilja Smorguner | Kata       | 24,66    | 2        | 24,96             | 2                 | Bronze: Roman Heydarov | 24,54 : 25,46 | 5    |

### Leichtathletik
Laufen
| Athleten                                                             | Wettbewerb        | Zeit        | Rang |
| -------------------------------------------------------------------- | ----------------- | ----------- | ---- |
| Frauen                                                               |                   |             |      |
| Sina Mayer                                                           | 100 m             | 11,93 s     | 19   |
| Franziska Hofmann                                                    | 100 m Hürden      | 13,32 s     | 5    |
| Männer                                                               |                   |             |      |
| Michael Pohl                                                         | 100 m             | 10,54 s     | 5    |
| Maximilian Bayer                                                     | 110 m Hürden      | 13,80 s     | 4    |
| Mixed                                                                |                   |             |      |
| Karolina Pahlitzsch Maximilian Grupen Arne Leppelsack Corinna Schwab | 4 × 400 m Staffel | 3:21,90 min | 8    |
| Marc Koch Oskar Schwarzer Majtie Kolberg Pernilla Kramer             | Jagdstaffel       | 4:33,63 min | 12   |

Springen und Werfen
| Athleten           | Wettbewerb | Weite/Höhe | Rang |
| ------------------ | ---------- | ---------- | ---- |
| Frauen             |            |            |      |
| Melanie Bauschke   | Weitsprung | 5,78 m     | 19   |
| Annika-Marie Fuchs | Speerwurf  | 58,23 m    | 9    |
| Männer             |            |            |      |
| Falk Wendrich      | Hochsprung | 2,11 m     | 8    |

Mannschaftswertung
| Athleten | Wettbewerb         | Qualifikation | Qualifikation | Viertelfinale | Viertelfinale | Halbfinale  | Halbfinale | Finale      | Finale | Rang   |
| Athleten | Wettbewerb         | Zeit          | Rang          | Zeit          | Rang          | Zeit        | Rang       | Zeit        | Rang   | Rang   |
| --- | ------------------ | ------------- | ------------- | ------------- | ------------- | ----------- | ---------- | ----------- | ------ | ------ |
| Mixed |                    |               |               |               |               |             |            |             |        |        |
| Melanie Bauschke Maximilian Bayer Viktoria Dönicke Annika-Marie Fuchs Julia Gerter Maximilian Grupen Franziska Hofmann Christoph Kessler Marc Koch Majtie Kolberg Pernilla Kramer Arne Leppelsack Sina Mayer Karolina Pahlitzsch Michael Pohl Tobias Potye Sarah Schmidt Corinna Schwab Oskar Schwarzer Johannes Trefz Falk Wendrich | Mannschaftswertung | 4:33,63 min   | 1             | Freilos       | Freilos       | 4:32,12 min | 3          | 4:34,77 min | 3      | Bronze |

Als Ersatzathleten waren Erik Balnuweit, Dana Bergrath, Tiffany Eidner und Svea Köhrbrück nominiert.

### Radsport

#### Straße
| Athleten          | Wettbewerb       | Zeit         | Rang |
| ----------------- | ---------------- | ------------ | ---- |
| Frauen            |                  |              |      |
| Romy Kasper       | Straßenrennen    | 3:08:35 h    | 37   |
| Clara Koppenburg  | Straßenrennen    | 3:08:24 h    | 26   |
| Clara Koppenburg  | Einzelzeitfahren | 38:36,93 min | 8    |
| Liane Lippert     | Straßenrennen    | 3:08:13 h    | 7    |
| Hannah Ludwig     | Straßenrennen    | 3:09:36 h    | 62   |
| Christa Riffel    | Straßenrennen    | 3:08:24 h    | 23   |
| Christa Riffel    | Einzelzeitfahren | 39:49,99 min | 16   |
| Männer            |                  |              |      |
| Nico Denz         | Straßenrennen    | 4:10:58 h    | 56   |
| Nico Denz         | Einzelzeitfahren | 35:01,17 min | 11   |
| Christopher Hatz  | Straßenrennen    | 4:11:41 h    | 74   |
| Christopher Hatz  | Einzelzeitfahren | 34:48,63 min | 10   |
| Christian Koch    | Straßenrennen    | 4:23:56 h    | 110  |
| Alexander Krieger | Straßenrennen    | 4:10:58 h    | 18   |
| Paul Taebling     | Straßenrennen    | 4:21:27 h    | 101  |

### Ringen
| Athleten           | Wettbewerb                           | Achtelfinale         | Achtelfinale | Viertelfinale                       | Viertelfinale | Halbfinale     | Halbfinale    | Finale                | Finale        | Rang   |
| Athleten           | Wettbewerb                           | Gegner               | Ergebnis     | Gegner                              | Ergebnis      | Gegner         | Ergebnis      | Gegner                | Ergebnis      | Rang   |
| ------------------ | ------------------------------------ | -------------------- | ------------ | ----------------------------------- | ------------- | -------------- | ------------- | --------------------- | ------------- | ------ |
| Frauen             |                                      |                      |              |                                     |               |                |               |                       |               |        |
| Nina Hemmer        | Freier Stil bis 53 kg                | Florine Schedler     | 1            | Wanessa Kaladsinskaja               | 7:6           | Sofia Mattsson | 2:10          | Bronze: Zeynep Yetgil | 2:0           | Bronze |
| Luzie Manzke       | Freier Stil bis 62 kg                | Elmira Gambarowa     | 0:4          | Hoffnungsrunde: Katarzyna Mądrowska | ausgeschieden | ausgeschieden  | ausgeschieden | ausgeschieden         | ausgeschieden | 17     |
| Nadine Weinauge    | Freier Stil bis 68 kg                | Alexandra Anghel     | 0:5          | ausgeschieden                       | ausgeschieden | ausgeschieden  | ausgeschieden | ausgeschieden         | ausgeschieden | 17     |
| Francy Rädelt      | Freier Stil bis 76 kg                | Iselin Solheim       | 12:2         | Ayşegül Özbeğe                      | 7:0           | Sabira Alijewa | 11:1          | Wassilissa Marsaljuk  | 0:9           | Silber |
| Männer             |                                      |                      |              |                                     |               |                |               |                       |               |        |
| Christopher Krämer | Griechisch-römischer Stil bis 60 kg  | Iwo Angelow          | 3:5          | ausgeschieden                       | ausgeschieden | ausgeschieden  | ausgeschieden | ausgeschieden         | ausgeschieden | 9      |
| Erik Weiß          | Griechisch-römischer Stil bis 67 kg  | Saur Kabalojew       | 0:9          | ausgeschieden                       | ausgeschieden | ausgeschieden  | ausgeschieden | ausgeschieden         | ausgeschieden | 9      |
| Florian Neumaier   | Griechisch-römischer Stil bis 77 kg  | Pavel Liakh          | 1:3          | ausgeschieden                       | ausgeschieden | ausgeschieden  | ausgeschieden | ausgeschieden         | ausgeschieden | 9      |
| Muhammed Sever     | Griechisch-römischer Stil bis 97 kg  | Mélonin Noumonvi     | 5:6          | ausgeschieden                       | ausgeschieden | ausgeschieden  | ausgeschieden | ausgeschieden         | ausgeschieden | 9      |
| Jello Krahmer      | Griechisch-römischer Stil bis 130 kg | Sergei Semjonow      | 0:2          | ausgeschieden                       | ausgeschieden | ausgeschieden  | ausgeschieden | ausgeschieden         | ausgeschieden | 9      |
| Kubilay Cakici     | Freier Stil bis 74 kg                | Maxim Vasilioglo     | 6:11         | ausgeschieden                       | ausgeschieden | ausgeschieden  | ausgeschieden | ausgeschieden         | ausgeschieden | 9      |
| Achmed Dudarov     | Freier Stil bis 80 kg                | Georgios Savvoulidis | 10:0         | Taimuras Friew                      | 8:2           | Ali Schabanau  | 0:3           | Bronze: Fatih Erdin   | 10:8          | Bronze |
| Gennadij Cudinovic | Freier Stil bis 97 kg                | Freilos              | Freilos      | Aliaksandr Hushtyn                  | 0:10          | ausgeschieden  | ausgeschieden | ausgeschieden         | ausgeschieden | 5      |
| Nick Matuhin       | Freier Stil bis 125 kg               | Dániel Ligeti        | 0:3          | ausgeschieden                       | ausgeschieden | ausgeschieden  | ausgeschieden | ausgeschieden         | ausgeschieden | 9      |

### Sambo
| Athleten  | Wettbewerb       | Viertelfinale    | Viertelfinale | Halbfinale                         | Halbfinale | Finale        | Finale        | Rang          |
| Athleten  | Wettbewerb       | Gegner           | Ergebnis      | Gegner                             | Ergebnis   | Gegner        | Ergebnis      | Rang          |
| --------- | ---------------- | ---------------- | ------------- | ---------------------------------- | ---------- | ------------- | ------------- | ------------- |
| Frauen    |                  |                  |               |                                    |            |               |               |               |
| Jule Horn | Klasse bis 64 kg | Alice Perin      | 0:7           | Hoffnungsrunde: María Cabas Gómez  | 0:8        | ausgeschieden | ausgeschieden | ausgeschieden |
| Männer    |                  |                  |               |                                    |            |               |               |               |
| Nam Vu    | Klasse bis 62 kg | Genadi Chirgadze | 0:8           | Hoffnungsrunde: Dmytro Yevdoshenko | 0:8        | ausgeschieden | ausgeschieden | ausgeschieden |

### Schießen
| Athleten                             | Wettbewerb                           | Qualifikation  | Qualifikation | Finale         | Finale        | Rang   |
| Athleten                             | Wettbewerb                           | Ringe/Scheiben | Rang          | Ringe/Scheiben | Rang          | Rang   |
| ------------------------------------ | ------------------------------------ | -------------- | ------------- | -------------- | ------------- | ------ |
| Frauen                               |                                      |                |               |                |               |        |
| Jolyn Beer                           | 10 m Luftgewehr                      | 626,4          | 7             | 118,0          | 8             | 8      |
| Jolyn Beer                           | 50 m Kleinkaliber Dreistellungskampf | 1174           | 1             | 400,3          | 8             | 8      |
| Anita Simon                          | 10 m Luftgewehr                      | 624,0          | 15            | ausgeschieden  | ausgeschieden | 15     |
| Julia Hochmuth                       | 10 m Luftpistole                     | 569            | 17            | ausgeschieden  | ausgeschieden | 17     |
| Sandra Reitz                         | 10 m Luftpistole                     | 567            | 22            | ausgeschieden  | ausgeschieden | 22     |
| Monika Karsch                        | 25 m Schnellfeuerpistole             | 589            | 1             | 22             | 5             | 5      |
| Doreen Vennekamp                     | 25 m Schnellfeuerpistole             | 583            | 7             | 20             | 6             | 6      |
| Isabella Straub                      | 50 m Kleinkaliber Dreistellungskampf | 1153           | 22            | ausgeschieden  | ausgeschieden | 22     |
| Sonja Scheibl                        | Trap                                 | 64             | 9             | ausgeschieden  | ausgeschieden | 9      |
| Katrin Quooß                         | Trap                                 | 59             | 26            | ausgeschieden  | ausgeschieden | 26     |
| Vanessa Hauff                        | Skeet                                | 106            | 22            | ausgeschieden  | ausgeschieden | 22     |
| Katrin Wieslhuber                    | Skeet                                | 108            | 18            | ausgeschieden  | ausgeschieden | 18     |
| Männer                               |                                      |                |               |                |               |        |
| Julian Justus                        | 10 m Luftgewehr                      | 621,3          | 31            | ausgeschieden  | ausgeschieden | 31     |
| André Link                           | 10 m Luftgewehr                      | 620,3          | 32            | ausgeschieden  | ausgeschieden | 32     |
| Kevin Venta                          | 10 m Luftpistole                     | 571            | 22            | ausgeschieden  | ausgeschieden | 22     |
| Oliver Geis                          | 25 m Schnellfeuerpistole             | 581            | 3             | 33             | 1             | Gold   |
| Christian Reitz                      | 25 m Schnellfeuerpistole             | 588            | 1             | 14             | 5             | 5      |
| Maximilian Dallinger                 | 50 m Kleinkaliber Dreistellungskampf | 1164           | 20            | ausgeschieden  | ausgeschieden | 20     |
| Sven Korte                           | Skeet                                | 118            | 14            | ausgeschieden  | ausgeschieden | 14     |
| Andreas Löw                          | Trap                                 | 68             | 18            | ausgeschieden  | ausgeschieden | 18     |
| Paul Pigorsch                        | Trap                                 | 67             | 24            | ausgeschieden  | ausgeschieden | 24     |
| Mixed                                |                                      |                |               |                |               |        |
| Sandra Reitz Christian Reitz         | 10 m Luftpistole                     | 382            | 3             | 16             | 3             | Bronze |
| Julia Hochmuth Kevin Venta           | 10 m Luftpistole                     | 564            | 22            | ausgeschieden  | ausgeschieden | 22     |
| Jolyn Beer Maximilian Dallinger      | 10 m Luftgewehr                      | 621,9          | 16            | ausgeschieden  | ausgeschieden | 16     |
| Julia Simon Julian Justus            | 10 m Luftgewehr                      | 623,6          | 12            | ausgeschieden  | ausgeschieden | 12     |
| Doreen Vennekamp Oliver Geis         | 25 m Standardpistole                 | 564            | 2             | 199,5          | 1             | Gold   |
| Monika Karsch Christian Reitz        | 25 m Standardpistole                 | 566            | 1             | 192,5          | 2             | Silber |
| Isabella Straub Maximilian Dallinger | 50 m Kleinkaliber Dreistellungskampf | 414,6          | 2             | 204,8          | 4             | 4      |
| Selina Gschwandtner André Link       | 50 m Kleinkaliber Dreistellungskampf | 412,0          | 8             | 200,6          | 8             | 8      |
| Vanessa Hauff Sven Korte             | Skeet                                | 128            | 19            | ausgeschieden  | ausgeschieden | 19     |
| Sonja Scheibl Andreas Löw            | Trap                                 | 120            | 21            | ausgeschieden  | ausgeschieden | 21     |
| Katrin Quooß Paul Pigorsch           | Trap                                 | 115            | 23            | ausgeschieden  | ausgeschieden | 23     |

### Tischtennis
| Athleten                                                                                   | Wettbewerb | 1. Runde (32er)      | 1. Runde (32er) | Achtelfinale    | Achtelfinale | Viertelfinale       | Viertelfinale | Halbfinale        | Halbfinale    | Finale          | Finale        | Rang   |
| Athleten                                                                                   | Wettbewerb | Gegner               | Ergebnis        | Gegner          | Ergebnis     | Gegner              | Ergebnis      | Gegner            | Ergebnis      | Gegner          | Ergebnis      | Rang   |
| ------------------------------------------------------------------------------------------ | ---------- | -------------------- | --------------- | --------------- | ------------ | ------------------- | ------------- | ----------------- | ------------- | --------------- | ------------- | ------ |
| Frauen                                                                                     |            |                      |                 |                 |              |                     |               |                   |               |                 |               |        |
| Han Ying                                                                                   | Einzel     | Sarah De Nutte       | 4:0             | Sofia Polcanova | 40           | Li Jie              | 4:1           | Yang Xiaoxin      | 4:3           | Fu Yu           | 2:4           | Silber |
| Petrissa Solja                                                                             | Einzel     | Özge Yılmaz          | 4:0             | Li Qian         | 4:3          | Fu Yu               | 3:4           | ausgeschieden     | ausgeschieden | ausgeschieden   | ausgeschieden | 9      |
| Han Ying Petrissa Solja (Viertelfinale) Nina Mittelham Shan Xiaona (Halbfinale und Finale) | Mannschaft | –                    | –               | Freilos         | Freilos      | Niederlande         | 3:1           | Polen             | 3:2           | Rumänien        | 3:0           | Gold   |
| Männer                                                                                     |            |                      |                 |                 |              |                     |               |                   |               |                 |               |        |
| Timo Boll                                                                                  | Einzel     | Jakub Dyjas          | 4:1             | Marcos Freitas  | 4:0          | Uladsimir Samsonau  | 4:1           | Tomislav Pucar    | 4:1           | Jonathan Groth  | 4:2           | Gold   |
| Dimitrij Ovtcharov                                                                         | Einzel     | Ioannis Sgouropoulos | 4:0             | Jonathan Groth  | 0:4          | ausgeschieden       | ausgeschieden | ausgeschieden     | ausgeschieden | ausgeschieden   | ausgeschieden | 17     |
| Timo Boll Dimitrij Ovtcharov Patrick Franziska                                             | Mannschaft | –                    | –               | Freilos         | Freilos      | Rumänien            | 3:0           | Portugal          | 3:0           | Schweden        | 3:0           | Gold   |
| Mixed                                                                                      |            |                      |                 |                 |              |                     |               |                   |               |                 |               |        |
| Patrick Franziska Petrissa Solja                                                           | Doppel     | –                    | –               | Falck / Ekholm  | 3:1          | Stoyanov / Piccolin | 3:0           | Pištej / Balážová | 3:1           | Ionescu / Szőcs | 3:0           | Gold   |